# Jam Room
Albums de Clutch
The Elephant Riders
(1998) Pure Rock Fury
(2001)
Jam Room est le quatrième album du groupe américain de stoner rock Clutch, publié en 1999, par Spitfire Records.

## Liste des chansons
Toutes les chansons sont écrites et composées par Clutch.
| No  | Titre                  | Durée |
| --- | ---------------------- | ----- |
| 1.  | Who Wants to Rock?     | 1:24  |
| 2.  | Big Fat Pig            | 4:53  |
| 3.  | Going to Market        | 2:00  |
| 4.  | One Eye Dollar         | 1:13  |
| 5.  | Raised By Horses       | 3:20  |
| 6.  | Bertha's Big Back Yard | 0:26  |
| 7.  | Gnome Enthusiast       | 3:14  |
| 8.  | Swamp Boat Upside Down | 3:24  |
| 9.  | Basket of Eggs         | 4:58  |
| 10. | Release the Kraken     | 3:35  |
| 11. | The Drifter            | 4:29  |
| 12. | I Send Pictures        | 3:35  |
| 13. | Sink 'Em Low           | 3:56  |
| 14. | Super Duper            | 2:58  |
| 15. | Release the Dub        | 3:44  |